# 加布里埃尔·维多维奇
加布里埃尔·维多维奇（2003年12月1日—）是一位克罗地亚裔德国足球运动员，自2016年起加盟拜仁慕尼黑青训营，現效力於克罗地亚足球联赛球隊萨格勒布迪纳摩，司职中场。他也代表克罗地亚21岁以下国青队参加国际比赛。

## 俱乐部生涯
维多维奇出生于巴伐利亚州的奥格斯堡，自幼便在家乡的奥格斯堡足球俱乐部青训营接受足球训练。2016年夏天，他加盟拜仁慕尼黑的青年队。经过在拜仁校园的锻炼，维多维奇于2019-20赛季成为参加U-17德甲联赛的U-17梯队成员。这名进攻球员在米罗斯拉夫·克洛泽的治下于21场联赛中上阵16场，并射入3球，但由于新冠疫情的影响，赛季自2020年3月开始无法继续。至2020-21赛季，这位年仅17岁的球员已晋身拜仁U-19梯队。然而，同样由于新冠疫情，U-19德甲联赛不得不在2020年11月取消，因此维多维奇仅获得了4次联赛出场机会；此外，他也曾在德国青年足协杯中上阵。至2021-22赛季，维多维奇被提拔至半职业的俱乐部二队，该队不久前才降入第四级的巴伐利亚地区联赛。在马丁·德米凯利斯的带领下，他参加了30场地区联赛，其中28次首发并射入21球；尽管年纪轻轻，他仍然成为仅次于帕特里克·霍布施（28球）和亚当·贾比里（25球）的联赛第三射手。由于成长势头良好，他的合同于2022年2月获延长至2025年6月30日。与此同时，维多维奇也首次被纳入由尤利安·纳格尔斯曼执教的拜仁一线队在随后参加的德甲和欧冠联赛大名单。2022年4月17日，时年18岁的维多维奇在拜仁以3比0战胜阿米尼亚比勒费尔德的比赛末段替换塞尔吉·格纳布里登场，完成了他在德国顶级联赛的处子秀。继赛季后期又获得两次替补上阵机会后，维多维奇终随拜仁首次加冕德国足球冠军。
至2022-23赛季，维多维奇与拜仁慕尼黑签署的青训合同获更改为职业合同，并被纳入一线队常规阵容。

## 国家队生涯
尽管维多维奇出生于德国，但仍保留了克罗地亚国籍。在他接受克罗地亚各级国青队的征召之前，他也曾入选德国U-15国青队。维多维奇现时主要代表克羅地亞21歲以下國家足球隊参加国际比赛。